# Samiha Khalil
Samiha Khalil (em árabe: سميحة خليل;  Anabta,  1923 — Ramala,  26 de fevereiro de 1999) foi uma ativista e política palestina conhecida por ter sido a primeira mulher a concorrer ao cargo de presidente da Autoridade Nacional Palestina (ANP) em 1996. 
Dedicou sua vida ao trabalho voluntário, ajudando os refugiados do êxodo palestino de 1948, conhecido como Nakba. Em 1952 ajudou a fundar o Sindicato Geral das Mulheres Palestinas, do qual foi Secretária do Comitê Executivo, e em 1965 a Sociedade de Bem-Estar Familiar. Em 1966 tornou-se membro do Conselho Nacional Palestino (CNP). Participou ativamente da criação do Museu da Palestina em Ramala e fundou o Comitê de Pesquisa Social e Patrimônio em 1972. Em 1979 foi eleita membro do Comitê de Orientação Nacional, que era a autoridade máxima do povo palestino dentro da Palestina, sendo também a única mulher no comitê. 

## Juventude
Samiha Khalil nasceu em 1923 na cidade de Anabta, durante o Mandato Britânico da Palestina, filha de Yusuf al-Qabaj e de sua esposa Halima Tuqan. Seu pai foi prefeito da cidade durante a Revolta árabe de 1936–1939, e encorajava famílias ricas a doar alimentos aos necessitados da cidade. Na ocasião, assistiu soldados britânicos invadirem sua casa e rasgarem os sacos de comida que haviam sido doados. Quando seu pai tentou protestar, foi jogado ao chão pelos soldados. Além disso, cinco de seus primos foram mortos na rebelião.
Aos dezessete anos Samiha se casou com Salama Khalil e deixou de frequentar a escola. Após a Guerra árabe-israelense de 1948, o casal fugiu para Gaza e, em 1964, Samiha finalmente voltou à escola e se formou, prestando os exames junto com seu filho, Saji.

## Ativismo

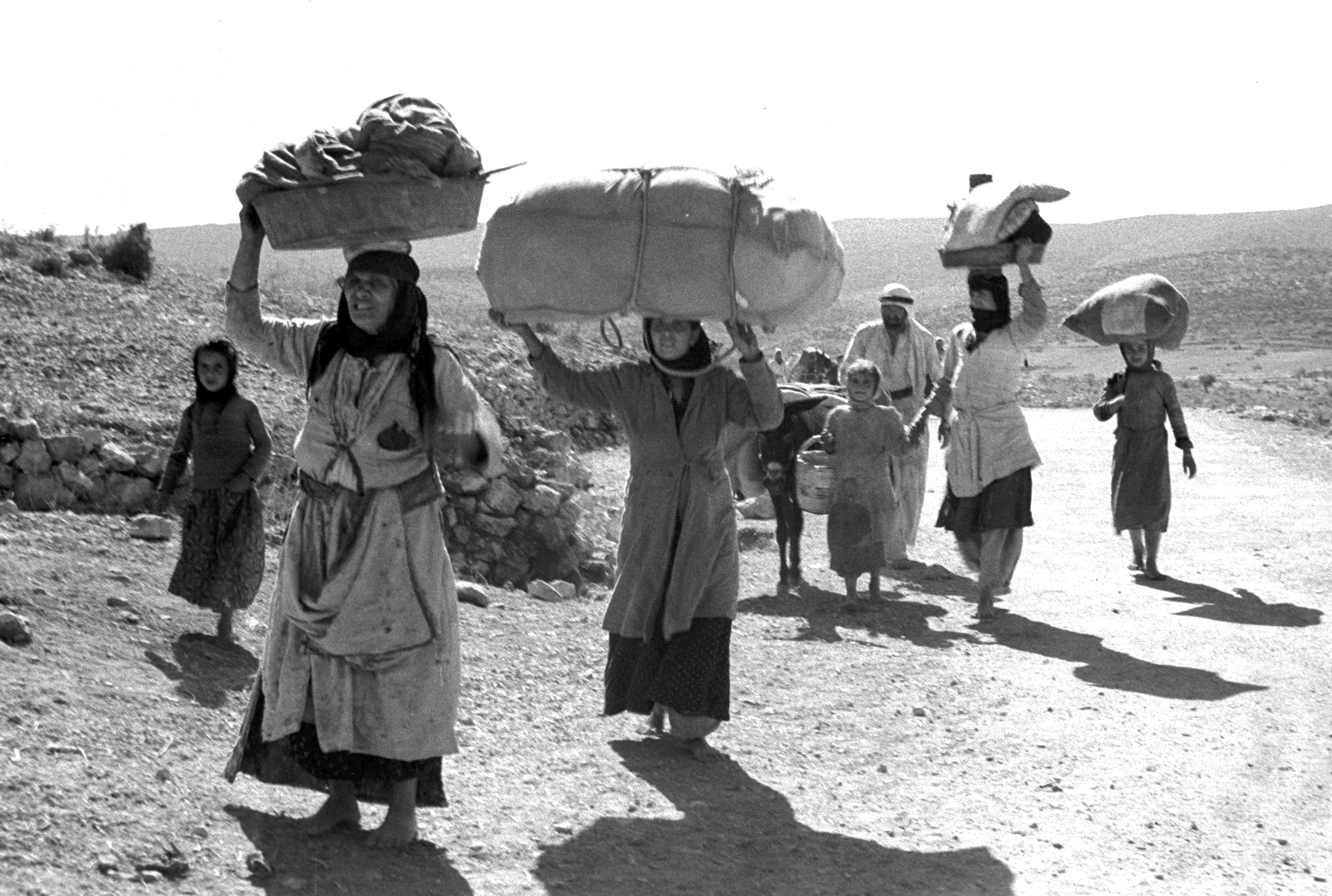
Refugiados palestinos em 1948, durante a Nakba

Dedicou sua vida ao trabalho voluntário após a Nakba, quando pelo menos 711.000 árabes palestinos fugiram ou foram expulsos de seus lares. Junto com outras mulheres passou a coletar dinheiro, roupas e alimentos para os refugiados. Aos quarenta anos se matriculou na Beirut Arab University para estudar Literatura Árabe, mas teve de abandonar o curso pois as políticas da ocupação israelense após 1967 a impediam de viajar para fazer as provas finais.
Ajudou a criar a Sociedade de Bem-Estar Familiar, que tinha como objetivo educar os filhos de mártires palestinos, capacitar mulheres e manter a memória palestina. Samiha a presidiu até sua morte. Participou da fundação da seção al-Bireh do Sindicato Geral das Mulheres Palestinas e participou de seu Congresso Geral em Jerusalém, em 1965. Um ano depois ela foi eleita secretária do Comitê Executivo do Sindicato Geral e tornou-se membro do Conselho Nacional da Palestina (CNP).
Ajudou a organizar diversas manifestações e comícios. A mais notável foi a manifestação contra a Organização do Tratado Central, em 1956, onde liderou diversas mulheres em um protesto nas ruas de Ramala. No dia seguinte, a manifestação reuniu mulheres de 27 vilas da Cisjordânia. Acreditava que o poder feminino na economia doméstica era alto, e por isso encorajava as mulheres a adotarem políticas de boicote econômico. Também defendia que a melhor forma de resistência para as mulheres palestinas era a produção de filhos, e pregava os valores islâmicos de humildade e caridade.
Após a Guerra dos Seis Dias passou a ajudar refugiados de cidades e vilas destruídas por Israel após a ocupação.
Em 1973 Khalil se tornou membro do conselho de comando da Frente Nacional Palestina na Cisjordânia, uma organização política que reunia diversas instituições palestinas. Em 1979 se tornou a única mulher membro do Comitê de Orientação Nacional, que era a autoridade máxima do povo palestino dentro da Palestina.
As autoridades de israelenses a detiveram várias vezes para interrogatório e a prenderam duas vezes. No início da década de 1980 foi colocada em prisão domiciliar por dois anos e meio e a impediram de viajar por 12 anos. Por estar proibida de entrar em al-Bireh, onde seus filhos residiam, e por eles estarem proibidos de irem para a Cisjordânia, passou vários anos sem poder vê-los. 
Apesar das restrições, representou as mulheres palestinas em mais de vinte congressos pelo mundo, além de trazer atenção para a causa nacional palestina. 
Acreditava firmemente na igualdade entre homens e mulheres, e por isso em 1996 se candidatou para a presidência da Autoridade Nacional Palestina (ANP), concorrendo contra Yasser Arafat e recebendo 12% dos votos. Apesar de não ter ganho, sua candidatura abriu precedentes históricos para a vida política das mulheres palestinas. 

## Família
Samiha Khalil foi casada com Salama Khalil, um professor e diretor escolar. Juntos tiveram 5 filhos: Khalil, Saji, Samir, Samih e Sa’ida.

## Falecimento
Samiha Khalil faleceu em 26 de fevereiro de 1999 aos 76 anos. Sua lápide traz a inscrição: “Samiha Khalil: Ela lutou pela liberdade e independência do povo palestino”.

## Prêmios
- Jerusalem Medal for Culture, Arts and Literature (1992)[1]